# La Grée-Saint-Laurent
La Grée-Saint-Laurent település Franciaországban, Morbihan megyében. Lakosainak száma 310 fő (2022. január 1.). La Grée-Saint-Laurent Saint-Malo-des-Trois-Fontaines, Helléan, La Croix-Helléan és Forges de Lanouée községekkel határos.

## Népesség
A település népességének változása:
| Lakosok száma | 321  | 299  | 279  | 336  | 336  | 341  | 336  | 322  | 315  | 310  |
|               | 1968 | 1982 | 1990 | 2006 | 2013 | 2015 | 2017 | 2019 | 2020 | 2022 |